# Чжуншань (станция метро)
«Чжуншань» (англ. Zhongshan; кит. 中山) — станция линии Даньшуй Тайбэйского метрополитена. Станция открыта 28 марта 1997 года в составе первого участка линии Даньшуй. Расположена между станциями «Шуанлянь» и «Тайбэйский вокзал». Находится на территории районов Датун и Чжуншань в Тайбэе.

## Техническая характеристика
«Чжуншань» — колонная двухпролётная станция. На станции есть четыре выхода, из них два оснащены эскалаторами. Один выход оборудован лифтом для пожилых людей и инвалидов.  На станции установлены платформенные раздвижные двери.

## Перспективы
В будущем у станции «Чжуншань» должен появиться переход на участок Суншань (продолжение линии Синьдянь), который сейчас строится.

## Близлежащие достопримечательности
Недалеко от станции располагается музей современного искусства.